# Schenckiella
Schenckiella es un género de foraminífero bentónico considerado un sinónimo posterior de Martinottiella de la subfamilia Eggerellinae, de la familia Eggerellidae, de la superfamilia Eggerelloidea, del suborden Textulariina y del orden Textulariida. Su especie tipo era Schenckiella primaeva. Su rango cronoestratigráfico abarcaba el Holoceno.

## Discusión
Clasificaciones previas incluían Schenckiella en la superfamilia Textularioidea, del suborden Textulariina y del orden Textulariida.

## Clasificación
Schenckiella incluía a las siguientes especies:
- Schenckiella antarctica
- Schenckiella exigua
- Schenckiella fragilis
- Schenckiella marcgraviae
- Schenckiella okinawaensis
- Schenckiella occidentalis, aceptado como Martinottiella occidentalis
- Schenckiella primaeva
- Schenckiella rugosa
- Schenckiella sagaensis
- Schenckiella sengileica
- Schenckiella stainforthi